# 레이첼 웨트스톤

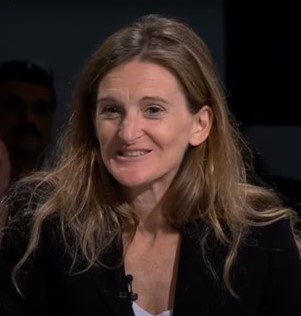
2016년 모습

레이첼 웨트스톤(Rachel Whetstone, Rachel Marjorie Joan Whetstone, 1968년 2월 22일 ~ )은 영국의 홍보 임원이다. 웨트스톤은 거의 10년 동안 구글의 커뮤니케이션 및 공공 정책을 담당했다. 2017년 4월까지 우버의 커뮤니케이션 및 공공 정책 수석 부사장이었다. 그 후 그녀는 왓츠앱, 인스타그램, 메신저 제품의 커뮤니케이션 부사장으로 페이스북에 합류했다. 2018년 8월부터 넷플릭스의 최고 커뮤니케이션 책임자(CCO)를 맡고 있다.
2013년 2월 웨트스톤은 BBC 라디오 4의 여성의 시간(Woman's Hour) 부문에서 영국에서 가장 영향력 있는 여성 100인 중 한 명으로 평가되었다. 웨트스톤은 PRWeek의 파워 리스트(Power List)에 여러 차례 등장했으며 가장 최근에는 2016년 14위에 올랐다.